# Orde monàstic
Un orde monàstic és un orde religiós format per monjos o monges que viuen en comunitat, separats del món i dedicats al treball per a la mateixa comunitat o l'estudi, la pregària i la vida contemplativa. Les regles d'alguns ordes decretaven la clausura, i per això els membres que en formaven part vivien sempre en la comunitat religiosa i no podien sortir a l'exterior ni ser vistos per ningú. D'altres establien l'obligació de mendicar, i per això els seus membres havien de passar la major part del temps recorrent els camins demanant almoines per als pobres. La regla també podia imposar la pobresa absoluta, i en aquest cas els membres de l'orde no podien tenir béns materials.
Sant Antoni, al final del segle iii, revitalitzaria la vida eremítica i aconseguiria una gran popularitat que atrauria nombrosos deixebles. Sant Pacomi (286-346) va ser el primer a proposar i dur a la pràctica la vida eremítica en comú (cenobites), però qui li donarien la forma definitiva van ser, a l'Orient, Sant Basili (329-379), i a Occident, Sant Benet de Núrsia (480-547), la regla del qual seria la guia espiritual de tots els monjos europeus posteriors.